# Especificación (Análisis de la regresión)
En el análisis de la regresión y campos relacionados, tales como la econometría, la especificación es el proceso de convertir la teoría en un modelo de regresión. Este proceso consiste en seleccionar una forma funcional apropiada para el modelo y la elección de las variables a incluir. Los datos técnicos del modelo es uno de los primeros pasos en el análisis de regresión. Si está mal especificado un modelo estimado, será sesgado e inconsistente.

## Error de especificación y sesgo
El error de especificación  se produce cuando una variable independiente se correlaciona con el término de error. Hay varias causas de error de especificación: 
- Una forma funcional incorrecta
- Una variable omitida en el modelo que puede tener una relación con la variable dependiente y una o más de las variables independientes (sesgo de variable omitida );[2]
- Una variable irrelevante puede ser incluida en el modelo
- La variable dependiente puede ser parte de un sistema de ecuaciones simultáneas (sesgo de simultaneidad)
- Los errores de medición pueden afectar las variables independientes

## Detección de errores de especificación
El Test Reset de Ramsey puede ayudar a identificar errores de especificación.